# Nephila comorana
Nephila comorana  — вид павуків із родини Павуків-шовкопрядів. 

## Поширення
Вид є ендеміком Коморських островів, населяє острови Майотта, Анжуан, Мохелі та Гранд-Комор.